# Àstrid Bergès-Frisbeyová
Àstrid Bergès-Frisbeyová (nepřechýleně Bergès-Frisbey; * 26. května 1986 Barcelona) je španělsko-francouzská herečka a modelka, která na filmovém plátně debutovala v roce 2008 rolí Suzanne v dramatu Un Barrage contre le Pacifique. Postavu Sirény ztvárnila v Pirátech z Karibiku: Na vlnách podivna a Sofi si zahrála ve sci-fi dramatu Výchozí bod.
V roce 2009 obdržela francouzskou filmovou cenu Prix Suzanne Bianchetti, každoročně udělovanou začínající herečce s největším příslibem. Roku 2011 pak získala Trophée Chopard pro mladý herecký talent, ocenění předávané v rámci Filmového festivalu v Cannes.

## Osobní život
Àstrid Bergès-Frisbey se narodila roku 1986 v katalánské metropoli Barceloně, jako nejstarší ze tří sester, do rodiny španělského otce a matky s francouzsko-americkými kořeny. Ve věku dvou let se rodiče rozvedli. O tři roky později se přestěhovala do malé obce u La Rochelle na jihozápadě Francie. Přestože účinkovala ve školních představeních, o herecké dráze neuvažovala, když byl venkovský kraj podle jejího tvrzení příliš vzdálen filmovému průmyslu. Herectví považovala za abstraktní představu, spíše než konkrétní profesi.
Poté, co se novým domovem otce stala Dominikánská republika, strávila pět letních sezón v této destinaci jako číšnice. V sedmnácti letech začala žít v Paříži, aby se vydala na dráhu odbornice v alternativním léčebném systému známém jako osteopatie. Krátce na to zemřel otec ve věku čtyřiceti šesti let. Úmrtí pro ni znamenalo uvědomění si krátkosti lidského života a impulz k herecké kariéře. Nastoupila tak ke studiu na dramatickou školu.
Plynně hovoří francouzsky, katalánsky a španělsky.

## Herecká kariéra
V anglickojazyčném projektu debutovala v roce 2011, když ji do role mořské Sirény osobně obsadili režisér Rob Marshall a producent Jerry Bruckheimer v sequelu Piráti z Karibiku: Na vlnách podivna. Podmínkou bylo zdokonalení se v angličtině. Během havajského natáčení nesměla vycházet na denní světlo, aby si udržela světlý odstín kůže.
V roce 2012 se objevila ve španělském romantickém dramatu El sexo de los ángeles po boku Llorença Gonzáleze a Álvara Cervantese. Natáčení probíhalo v rodné Barceloně. Následující rok ztvárnila titulní postavu ve francouzské komedii Juliette. Druhý anglicky mluvený snímek znamenal charakter „prchavé dívky“ Sofi ve sci-fi dramatu Výchozí bod, který vznikl pod režijním vedením Mika Cahilla. Jejího milence v něm hrál Michael Pitt. Pro snímek Alaska se učila italštině.
Působí také jako propagátorka značky Chanel.

## Filmografie

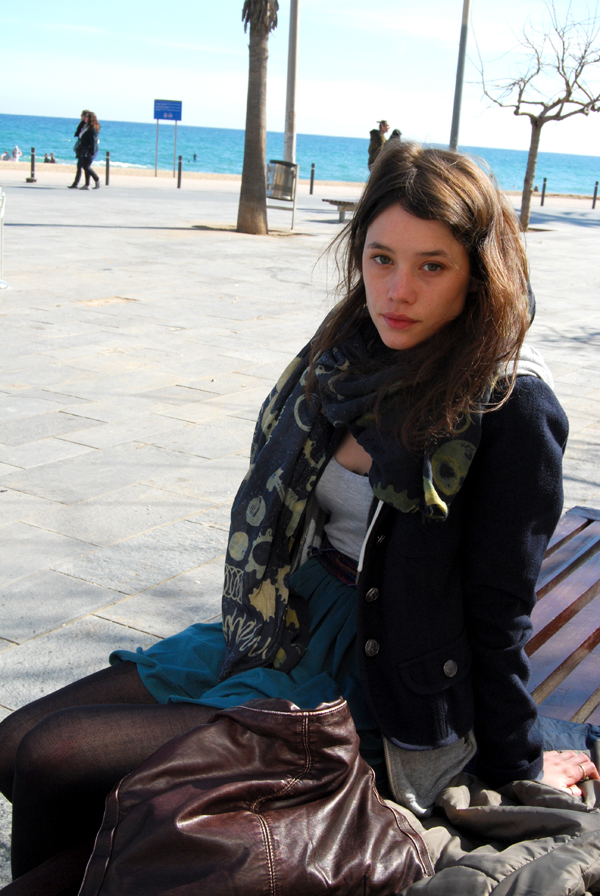
Àstrid Bergès-Frisbey, 2011

| Rok  | film / seriál                          | role                  | poznámka                 |
| ---- | -------------------------------------- | --------------------- | ------------------------ |
| 2007 | Sur le fil                             | Marie Sertissian      | televizní seriál; 3 díly |
| 2007 | Divine Émilie                          | Marquise de Boufflers | televizní film           |
| 2008 | Elles et moi                           | Young Isabel          | televizní minisérie      |
| 2008 | Un Barrage contre le Pacifique         | Suzanne               | filmový debut            |
| 2009 | La première étoile                     | Juliette              |                          |
| 2009 | Extase                                 | Jeanne                |                          |
| 2009 | La reine morte                         | infantka              | televizní film           |
| 2010 | Bruc. El desafío                       | Gloria                |                          |
| 2011 | Studnařova dcera                       | Patricia Amoretti     |                          |
| 2011 | Piráti z Karibiku: Na vlnách podivna   | Siréna                | anglickozazyčný debut    |
| 2012 | El sexo de los ángeles                 | Carla                 |                          |
| 2013 | Juliette                               | Juliette Karsenty     |                          |
| 2014 | Výchozí bod                            | Sofi                  |                          |
| 2015 | Alaska                                 | Nadine                |                          |
| 2016 | Knights of the Roundtable: King Arthur | Guinevere             | [ 8 ]                    |
| 2021 | Velká španělská loupež                 | Lorraine              |                          |